# Nieuw-Zeelands korfbalteam
Het Nieuw-Zeelandse korfbalteam is een team van korfballers dat Nieuw-Zeeland vertegenwoordigt in internationale wedstrijden. De verantwoordelijkheid van het Nieuw-Zeelandse korfbalteam ligt bij KNZI.

## Resultaten op de wereldkampioenschappen
| Wereldkampioenschap korfbal |               |             |               |
| Jaar                        | Kampioenschap | Gastheer    | Klassering    |
| 1978                        | 1e WK         | Nederland   | geen deelname |
| 1984                        | 2e WK         | België      | geen deelname |
| 1987                        | 3e WK         | Nederland   | geen deelname |
| 1991                        | 4e WK         | België      | geen deelname |
| 1995                        | 5e WK         | India       | geen deelname |
| 1999                        | 6e WK         | Australië   | geen deelname |
| 2003                        | 7e WK         | Nederland   | geen deelname |
| 2007                        | 8e WK         | Tsjechië    | geen deelname |
| 2011                        | 9e WK         | China       | geen deelname |
| 2015                        | 10e WK        | België      | geen deelname |
| 2019                        | 11e WK        | Zuid-Afrika | 18e           |
| 2023                        | 12e WK        | Taiwan      | 16e           |

## Resultaten op de Aziatisch-Oceanisch kampioenschappen
| Aziatisch-Oceanisch kampioenschap |               |               |               |
| Jaar                              | Kampioenschap | Gastheer      | Klassering    |
| 1990                              | 1e AOKK       | Indonesië     | geen deelname |
| 1992                              | 2e AOKK       | India         | geen deelname |
| 1994                              | 3e AOKK       | Australië     | geen deelname |
| 2002                              | 4e AOKK       | India         | geen deelname |
| 2004                              | 5e AOKK       | Nieuw-Zeeland | Brons         |
| 2006                              | 6e AOKK       | Hongkong      | 6e            |
| 2010                              | 7e AOKK       | China         | 6e            |
| 2014                              | 8e AOKK       | Hongkong      | 6e            |
| 2018                              | 9e AOKK       | China         | 5e            |
| 2022                              | 10e AOKK      | Japan         | 4e            |

## Resultaten op de Wereldspelen
| Wereldspelen |                  |                       |               |
| Jaar         | Kampioenschap    | Gastland              | Klassering    |
| 1985         | 2e Wereldspelen  | Londen (Engeland)     | geen deelname |
| 1989         | 3e Wereldspelen  | Karlsruhe (Duitsland) | geen deelname |
| 1993         | 4e Wereldspelen  | Den Haag (Nederland)  | geen deelname |
| 1997         | 5e Wereldspelen  | Lahti (Finland)       | geen deelname |
| 2001         | 6e Wereldspelen  | Akita (Japan)         | geen deelname |
| 2005         | 7e Wereldspelen  | Duisburg (Duitsland)  | geen deelname |
| 2009         | 8e Wereldspelen  | Kaohsiung (Taiwan)    | geen deelname |
| 2013         | 9e Wereldspelen  | Cali (Colombia)       | geen deelname |
| 2017         | 10e Wereldspelen | Wroclaw (Polen)       | geen deelname |
| 2022         | 11e Wereldspelen | Birmingham (USA)      | geen deelname |
| 2025         | 12e Wereldspelen | Chengdu (China)       | Geen deelname |